# Веселин Влаховић
Веселин Батко Влаховић, такође познат и као Смеће или Чудовиште из Грбавице, црногорски је ратни злочинац и бивши предводник паравојне формације Бели анђели, који је осуђен за убиства, силовања,незаконито притварање и мучење Бошњака и Хрвата у сарајевском насељу Грбавица током рата у Босни и Херцеговини.

## Криминалне активности
У Црној Гори, Влаховић је боравио у затвору 3 године због пљачке и насиља, али је побјегао из затвора 2001. године. Мало након што је побјегао, Влаховић је употребом ватреног оружија усмртио човјека у кафићу у Србији, након чега је у одсуству осуђен на 15 година затвора. Касније је живио у Шпанији користећи бугарски пасош и документа, гдје је био тражен за 3 оружане пљачке у покрајини Аликанте. Ухапшен је 2.марта 2010. године, а нешто касније изручен Босни и Херцеговини.

## Суђење
Суђење Влаховићу почело је 29.априла 2011. године, а Суд Босне и Херцеговине га је осудио 29.марта 2013. године на 45 година затвора, што је највиша казна коју је тај суд изрекао за ратне злочине.
Читање оптужнице трајало је више од 90 минута, а Влаховић је осуђен по 60 тачака оптужнице, а ослобођен по 6 тачака оптужнице.
Влаховић је осуђен за злочине почињене у сарајевским насељима Грбавица, Враца и Ковачићи, односно за убиства најмање 30 особа, силовање жена, премлаћивање, малтретирање и пљачкање грађана током 1992. и 1993. године.
Током испитивања у Шпанији, Влаховић је признао ратне злочине и рекао да је убио више од 100 муслимана и запалио њихова тијела, додајући да су припадници Армије Републике Босне и Херцеговине претходно убили његову жену и дјецу.
Влаховић је оптужен и за убиство рукометног репрезентативца СФР Југославије Горана Ченгића у јуну 1992.године, чије је тијело пронађено 9 година касније.